# Hajo Knebel
Hajo Knebel (* 19. Juli 1929 in Bunzlau (Niederschlesien); † 28. Januar 2006 in Simmern/Hunsrück) war ein deutscher Schriftsteller.

## Leben
Aufgewachsen in Martinwaldau  (Szczytnica) besuchte er die Lehrerbildungsanstalten in Heidanger/Oberlausitz, Obernigk und Belau (Biała Nyska ?), wurde dann aber zum Kriegsdienst eingezogen und geriet in Gefangenschaft. Nach seiner Entlassung in die Eifel besuchte er 1946–1947 das Pädagogium Berg-Nassau und 1947–1949 die Pädagogische Akademie Bad Neuenahr, wo er 1949 seine erste Lehrerprüfung ablegte. Vom Jahre 1949 an arbeitete er als Lehrer, zunächst in der Volksschule Heyweiler, später dann an der Hauptschule in Simmern/Hunsrück, wo er bis zu seinem Ruhestand 1989 wirkte.
Von 1956 bis 1989 war er Vorstandsmitglied und 1. Vorsitzender des Schutzverbands Deutscher Schriftsteller in Rheinland-Pfalz, des Verbands deutscher Schriftsteller (VS) Rheinland-Pfalz und des Förderkreises deutscher Schriftsteller (FöK) Rheinland-Pfalz sowie über lange Jahre hinweg Redakteur der Zeitschrift Glaube und Heimat.
Neben eigenen Büchern war er auch Herausgeber und Mitautor verschiedener Werke, veröffentlichte Texte und Gedichte in Anthologien und schrieb für den Südwestfunk Hörspiele und Fernsehfilme.

## Auszeichnungen
- 1952 Erzählerpreis der Zeitschrift Jugend am Rhein
- 1962 Frankfurter Erzählerpreis
- 1963 Förderpreis des Kunstpreises Rheinland-Pfalz für Literatur
- 1971 Förderpreis für Literatur des Schlesischen Kulturpreises, vergeben vom Land Niedersachsen
- 1979 Bundesverdienstkreuz der Bundesrepublik Deutschland
- 1979 Kölner Lyrikpreis für sein Gedicht Nostalgie
- 1988 Rheinlandtaler des Landschaftsverbandes Rheinland für Verdienste um Kunst und Kultur der Rheinlande
- 1988 Ehrennadel und Verdienstorden des Landes Rheinland-Pfalz
- 1989 Großer Europapreis für Literatur „La Musa dell Art“ in Modena

## Schriften

### Monografien
- Jahrgang 1929, Bergstadtverlag Korn (1962)
- Martinswaldau. Eine schlesische Chronik, Bergstadtverlag Korn (1969)
- Typisch schlesisch, Flechsig Verlag (1979)
- Typisch Pfälzisch, Flechsig Verlag (1979)
- Breslau in alten Ansichtskarten, Weidlich Verlag
- Oberschlesien in alten Ansichtskarten, Weidlich Verlag
- Niederschlesien in alten Ansichtskarten, Weidlich Verlag
- Schlesien in alten Ansichtskarten, Weidlich Verlag
- Die Pfalz … wie sie lacht, Flechsig Verlag
- Schinderhannes in Simmern, Verbandsgemeinde Simmern, 1977
- in Zusammenarbeit mit dem Hunsrückverein: Morbach : ein Heimatbuch , Herrstein, 1980

### Herausgeberschaft
- mit Susanne Faschon, Berthold Roland und Werner Hanfgarn: Literatur aus Rheinland-Pfalz : eine Anthologie. Teil 3 Mundart. Mainz : Schmidt, 1986 ISBN 3-87439-122-1